# Батчелор, Джон

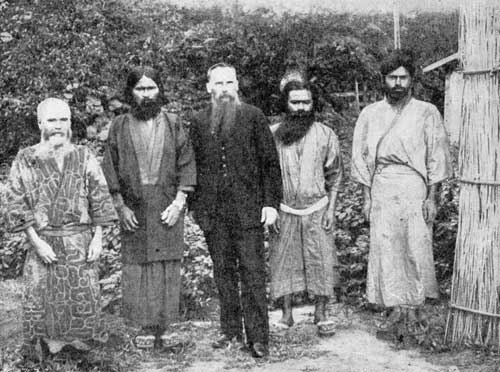
Джон Батчелор среди айнов

Джон Батчелор (англ. John Batchelor; 20 марта 1854, Акфилд, графство Суссекс, Англия — 1944) — британский миссионер, пресвитерианский священник, исследователь языка и культуры айнов.

## Биография
Родился в многодетной семье купца. Учился в вечерней школе, работал на ферме, затем отправился в Лондон, где поступил в богословскую семинарию, которую окончил в 1875 году.
В 1876 году отправился из Англии в Гонконг с целью изучения китайского языка. В 1877 году заболев малярией, переехал в районы с более холодным климатом, избрав для этого Йокогаму, а затем на остров Хоккайдо в Хакодате, где стал преподавать английский язык при церкви. Осенью 1878 года он отправился в Саппоро.
Впервые встретился с айнами в 1878 году, стал часто посещать их селения. Айны — древняя народность, которая раньше населяла все японские острова, по всем своим характеристикам абсолютно отличаются от этнических японцев.
В апреле 1882 года о. Джон Батчелор вернулся в Лондон и в течение года обучался в богословской коллегии. В следующем году вновь вернулся в Хакодате.
В течение нескольких лет он вел миссионерскую деятельность среди народа айнов и японских поселенцев (создание системы школ, медицинского обслуживания и т. д.), посвятив себя этнографическим и лингвистическим исследованиям айнского языка. В 1892 году построил первую англиканскую церковь в Саппоро.

## Научная деятельность
Перевёл на айнский язык «Псалмы» (изд. Иокогама, 1896) и «Новый Завет» (также выпущен в Иокогаме в 1897), а также осуществил перевод классического протестантского молитвенника для айнов (1896).
Джон Батчелор — автор многочисленных статей на темы культуры айнов, опубликованных в научных журналах и ряде европейских и американских энциклопедий.

## Избранная библиография
- Specimens of Ainu Folklore (1888)
- Nippon Seikokwai Kito Bun. Transliterated by John Batchelor. Yokohama:1889.
- An Ainu-English-Japanese Dictionary (Including a Grammar of the Ainu Language), (1889, 1905, 1926, 1938)
- The Ainu and Their Folklore (1901)
- Ainu Life and Lore — Echoes of a Departing Race (1927)

## Интересные факты
У берегов японского острова Хоккайдо в заливе Пунка, известном также как залив Учиура, окруженном ещё не потухшими вулканами, предположительно, обитает чудовищный осьминог. Речь идет о существе ярко-красного цвета, похожем на огромного осьминога, которое в длину достигает до 110 метров. Занимающиеся рыболовством айну рассказывают, что его всплывающую к поверхности красноватую массу можно увидеть с отдаленного расстояния.
Проживая среди айну в XIX веке и изучая их быт, Джон Батчелор довольно точно описал гигантского осьминога, напавшего на рыбацкую лодку. Монстр испускал темную жидкость и невыносимый запах. Джон Батчелор рассказал, что столкнувшиеся с чудищем японские рыбаки были в таком ужасе, что отказывались на следующий день не только уходить в море, но и вообще вставать с постелей, их била нервная дрожь, и они отказывались от еды.